# Лобанов, Дмитрий Юрьевич
Дмитрий Юрьевич Лобанов (род. 14 января 1971 года) — российский политический деятель, глава Энгельсского муниципального района Саратовской области (2011—2017).

## Биография
Дмитрий Лобанов родился 14 января 1971 года в Саратове Саратовской области в семье рабочих.
После окончания школы, в 1989 году получил среднее профессиональное образование. В 1989 году был призван в ряды Вооружённых сил СССР, отслужил два года в Приволжско-Уральском военном округе.
В 1991 году трудоустроился на завод ОАО «Тантал», слесарем-ремонтником. На этом предприятии отработал до 2002 года, уволился с должности коммерческого директора.
В 1999 году окончил Вольский технологический техникум по специальности: «Правоведение».
В 2002 году назначен генеральным директором ООО «Покровский консервный завод». На этой должности отработал до 2011 года.
В 2006 году был избран депутатом Энгельсского муниципального района третьего созыва.
В 2011 году получил диплом о высшем образовании, окончив Московский институт бухгалтерского учета и аудита по специальности: «Бухгалтерский учет, анализ и аудит».
В 2011 году вновь избран депутатом Собрания депутатов Энгельсского муниципального района четвертого созыва, большинством голосов депутатского корпуса избран главой Энгельсского муниципального района.
В 2016 году стал председателем Собрания депутатов Энгельсского муниципального района, главой района. В январе 2017 года добровольно сложил полномочия.
В январе 2018 году задержан правоохранительными органами, ему предъявлено обвинение в уголовном преступлении, заподозрен в злоупотреблении служебным положением. Позже в уголовном деле добавилось несколько эпизодов взяточничества. Летом 2019 года уголовное дело передано в Энгельсский районный суд. До решения суда содержался под стражей в СИЗО № 1 города Саратова. 31 марта 2020 года суд вынес обвинительный приговор в отношении Лобанова. Приговорён к 8 годам лишения свободы в исправительной колонии строгого режима, штрафу в 5-кратном размере взятки и запрету занимать должности в органах власти на 5 лет.
Супруга — Ольга Владимировна Лобанова, директор Лицея № 36 города Саратова. Трое детей.